# Minerales sulfatos

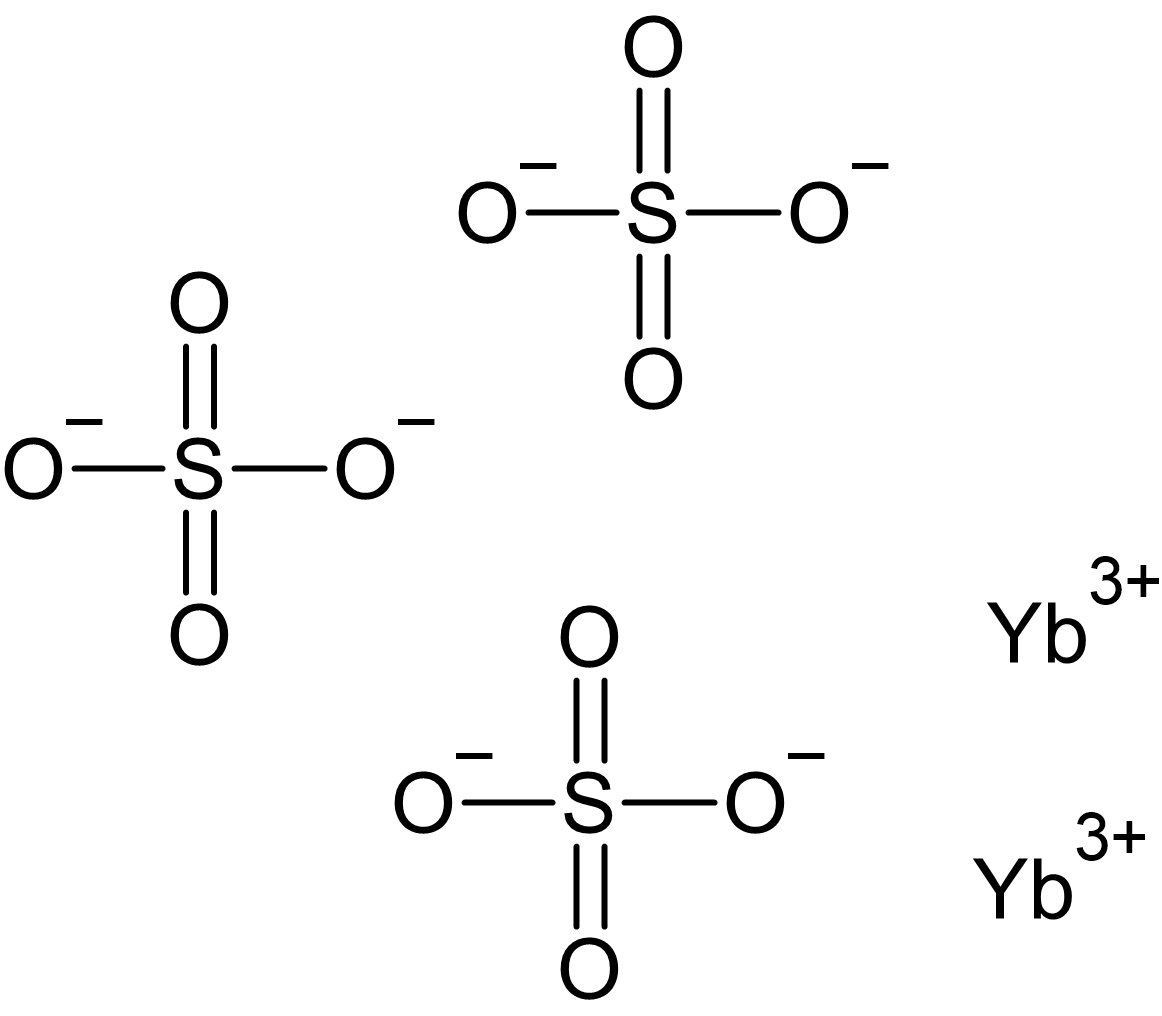
Sulfato de iterbio (III).

La clase de los minerales sulfatos es una de las diez en que se clasifican los minerales según el sistema de Clasificación de Strunz, asignándole el código 7 a este grupo.
En esta clase 07 se incluyen los siguientes tipos: sulfatos, selenatos, teluratos, cromatos, molibdatos y wolframatos.

## Divisiones
Se consideran 32 familias agrupadas en las 10 divisiones siguientes:

### 07.A - Sulfatos (selenatos, etc.) sin aniones addicionales, sin H2O
- 7.AA Con cationes pequeños
- 7.AB Con cationes medianos
- 7.AC Con cationes mediano a grandes
- 7.AD Con cationes solo grandes

### 07.B - Sulfatos (selenatos, etc.) con aniones addicionales, sin H2O
- 7.BA Con cationes pequeños
- 7.BB Con cationes medianos
- 7.BC Con cationes mediano a grandes
- 7.BD Con cationes solo grandes

### 07.C - Sulfatos (selenatos, etc.) sin aniones addicionales, con H2O
- 7.CA Con cationes pequeños
- 7.CB Con cationes medianos
- 7.CC Con cationes mediano a grandes
- 7.CD Con cationes solo grandes

### 07.D - Sulfatos (selenatos, etc.) con aniones addicionales, con H2O
- 7.DA Con cationes pequeños
- 7.DB Con cationes solo medianos; unidades octaedro aislado y finitas
- 7.DC Con cationes solo medianos; cadenas de octaedros con borde compartido
- 7.DD Con cationes solo medianos; láminas de octaedros con borde compartido
- 7.DE Con cationes solo medianos; no clasificados
- 7.DF Con cationes medianos y grandes
- 7.DG Con cationes medianos y grandes; con NO3, CO3, B(OH)4, SiO4 or IO3

### 07.E - sulfatos de uranilo
- 7.EA Sin cationes
- 7.EB Con cationes medianos
- 7.EC Con cationes medianos a grandes

### 07.F - Cromatos
- 7.FA Sin aniones adicionales
- 7.FB Con O,V, S, Cl adicionales
- 7.FC Con PO4, AsO4, SiO4
- 7.FD Dicromatos

### 07.G - Molibdatos, wolframatos y niobatos
- 7.GA Sin aniones o H2O adicionales
- 7.GB Con aniones y/o H2O adicionales

### 07.H - Uranio y molibdatos y wolframatos de uranilo
- 7.HA Con U4+
- 7.HB Con U6+

### 07.J - Tiosulfatos
- 7.JA Tiosulfatos de Pb

### 07.X - No clasificados
- 7.XX Desconocidos